# ジャンプ (ヴァン・ヘイレンの曲)
「ジャンプ」（Jump）は、ヴァン・ヘイレンの6枚目のアルバム『1984』からの先行シングル。1983年12月にリリースされ、バンド初となる全米チャート1位を獲得（5週連続）。

## 概要
1981年、エドワード（エディ）・ヴァン・ヘイレンは既に本曲のキーボードラインとなる部分を含むデモを作っていたが、バンドのメンバーはその曲に共感できず、特にデイヴィッド・リー・ロスとプロデューサーのテッド・テンプルマンは、バンドのサウンドにキーボードを加えることに懐疑的だったため、この時は何も進展がなかった。その後、1983年にエディが自宅の裏庭に5150と名付けられたスタジオを建てると、彼は自分が好きなものを何でもレコーディングできるようになった。小さなスタジオに置かれていたオーバーハイムのOB-Xaが、本曲の象徴的なシンセ・リフを生み出している。
エディは、アレックス・ヴァン・ヘイレンと作ったベーシックトラックをテンプルマンに聞かせ、テンプルマンはロスにこのトラックの歌詞を書くよう説得した。ロスは、自身の1951年製マーキュリーのスポーツカーの中で、ビルから飛び降り自殺を図った男に関するニュース記事を思い出しながら、歌詞を思いついた。テンプルマンは、ロスに「窓から飛び降りろと人を煽るような歌をお前が歌うというアイディアは好きじゃない」と言うと、ロスは「いや、そういう意味じゃない。俺は、勇気を出せと言いたいんだ。チャンスをつかめ。部屋の反対側にいる女の子に踊ろうって声を掛けてみろ。断られることを恐れるな。人生はサイコロを転がすようなものなんだから、必死になって飛んでみろ、ってことなんだよ」と反論している。
後年、テンプルマンは「アルバム『1984』は大好きではない。『ホット・フォー・ティーチャー』と『パナマ』は素晴らしいが、未だに『ジャンプ』には惹きつけられない」と語っている。
日本では、2009年のTBS系ドラマ『MR.BRAIN』のテーマソングに使用された。また、au（2007年）、サッポロビール「麦とホップ The gold」（ただしCM用のオリジナルアレンジ）（2014年）、サントリー「オールフリー」（2019年）、大和証券グループ（2024年）など、多くのCMに使用されている。

## カヴァー
- アズテック・カメラ（1984年）- シングル「オール・アイ・ニード・イズ・エヴリシング」のB面に収録